# Фудзита, Саки
Саки Фудзита (яп. 藤田 咲 Фудзита Саки) (19 октября 1984 года) — японская сэйю из Токио, Япония, представляющая компанию Arts Vision. Исполнительница песен к нескольким аниме, среди которых эндинги к аниме Tokimeki Memorial Only Love и Kiseki no Kakera (奇跡のかけら, совместно с Юки Макисимой и Юкако Ёсикавой), а также опенинг к аниме Working!! и Coolish Walk (совместно с Каной Асуми и Эри Китамурой).
Наибольшую известность в Японии и за её пределами актриса получила за запись образцов своего голоса, на основе которых компанией Crypton Future Media был создан голосовой банк данных «Мику Хацунэ» для программы Yamaha Vocaloid.

## Творческая деятельность

### Роли в аниме

#### 2005 год
- Akahori Gedou Hour Rabuge — горничная (эпизодическая роль)
- Happy Seven ~The TV Manga~ — Томоми Сасаки
- Shuffle! — школьница (эпизодическая роль)
- SPEED GRAPHER — Кодзуэ Кокубундзи

#### 2006—2007 годы
- 2006 «Трепещущие воспоминания» (Tokimeki Memorial Only Love) — Мина Яёи
- 2006 Tsuyokiss Cool×Sweet — Кину Канисава
- 2006 Yoshinaga-san Chi no Gargoyle — Yoshinaga-san Chi no Gargoyle
- 2007 Gakuen Utopia Manabi Straight! — Момоха Одори
- 2007 «Блич» (BLEACH) — Марэё Оомаэда (114 серия)

#### 2008—2009 годы
- 2008 Masquerade Maid Guy — Лиз (Элизабет)
- 2008 Akiba-chan — Мируку-тян
- 2008 Yozakura Quartet — Ао Нанами
- 2008 (Zoku) Sayonara Zetsubou Sensei — Мику Хацунэ (камео, сцена отбора «голоса Мэру Отонаси»)
- 2009 Sora no Otoshimono — Томоко

#### 2010 год
- 2010 «Дюрарара!!» — Рури Хидзирибэ
- 2010 «Унесённые волками» — Мана Кудзуми
- 2010 Working!! [ТВ-1] — Махиру Инами
- 2010 Senkou no Night Raid — Фуран
- 2010 Densetsu no Yuusha no Densetsu — Мильк Каллауд
- 2010 Hiyokoi — Рицука Накано
- 2010 Sora no Otoshimono OVA — Томоко
- 2010 Yozakura Quartet OVA-1 — Ао Нанами

#### 2011 год
- 2011 «Сакура — хранительница времени» — Ёрико Сагисава
- 2011 Houkago no Pleiades ONA — Нанако
- 2011 Yuru Yuri — Аяно Сугиура
- 2011 Baby Princess 3D Paradise Love — Цурара
- 2011 Battle Spirits: Heroes — Кимари Тацуми
- 2011 Working!! [ТВ-2] — Махиру Инами

#### 2012—2014 годы
- 2012 Chōsoku Henkei Gyrozetter[англ.] — Харука
- 2012 Yuru Yuri 2 — Аяно Сугиура
- 2013 Namiuchigiwa no Muromi-san — Отохимэ
- 2013 Kimi no Iru Machi — Рин Эба
- 2013 Arpeggio of Blue Steel -Ars Nova- — Хюга
- 2013 «Атака на титанов» — Имир
- 2013 Pocket Monsters: Best Wishes! Season 2: Episode N — Вербена
- 2013 Yozakura Quartet: Hana no Uta — Ао Нанами
- 2014 Sakura Trick — Мицуки Сонода
- 2014 Mikakunin de Shinkoukei — Коноха Суэцуги
- 2014 Girl Friend Beta — Томо Осии
- 2014 Gundam Build Fighters Try — Сиа Кидзима
- 2014 Mahou Sensou — Hotaru Kumagai
- 2014 Sword Art Online II — Скульд

#### 2015—2025 годы
- 2015 Ansatsu Kyoushitsu — Рицу
- 2015 Attack on Titan: Junior High — Имир
- 2015 Durarara!!×2 — Рури Хидзирибэ
- 2015 Kantai Collection — Авианосец Акаги
- 2015 Go! Princess PreCure — Тиэри
- 2015 Rampo Kitan: Game of Laplace[англ.] — Минами
- 2015 Houkago no Pleiades[англ.] [ТВ] — Нанако
- 2015 Working!! [ТВ-3] — Махиру Инами
- 2015 Yuru Yuri Nachuyachumi! + — Аяно Сугиура
- 2015 Yuru Yuri San Hai! — Аяно Сугиура
- 2016 Danganronpa 3: The End of Kibōgamine Gakuen — Сэйко Кимура
- 2016 «Я — Сакамото, а что?» — Танака
- 2016 New Game! — Ямада
- 2017 «Тирания вооружённых девушек» — Кьёбо, Домо, Ева Мария Роуз
- 2017 Seiren — Юкиэ Такато
- 2018 Shinkansen Henkei Robo Shinkalion[англ.] — Мику Хацунэ (камео, с 15 серии)
- 2019 «Боруто» — Ремон Ёимура
- 2021 Yashahime: Princess Half-Demon — The Second Act — Рион
- 2022 Kantai Collection: Let's Meet at Sea — Линкоры Фусо и Ямасиро
- 2022 Dropkick on My Devil! X?! — Мику Хацунэ
- 2024 «Моя подруга-олениха Ноко-тан» — Торако Коси
- 2025 Colorful Stage! The Movie: A Miku Who Can’t Sing — Мику Хацунэ

### Дискография
- 2010 Durarara!! Original Soundtrack CD2 Psychedelic Dreams Vol. 02

### Озвучивание программ
- 2007 Vocaloid (Мику Хацунэ)

### Роли в играх
- 2013 Kantai Collection (Линкоры Фусо и Ямасиро; авианосец Акаги; эсминцы Кагэро, Сирануи, Куросио, Юкикадзэ и Токицукадзэ)
- 2019 Arknights (Yato)